# Jeden dzień (film)
Jeden dzień (ang. One Day) – brytyjsko-amerykański melodramat z 2011 roku w reżyserii Lone Scherfig. Scenariusz filmu oparty został na powieści Jeden dzień autorstwa Davida Nichollsa, który opracował również scenariusz.
Zdjęcia kręcono w Edynburgu, Londynie i Paryżu. Światowa premiera filmu miała miejsce 8 sierpnia 2011 roku w Nowym Jorku.

## Fabuła
15 lipca 1988 roku. Emma (Anne Hathaway) i Dexter (Jim Sturgess) kończą Uniwersytet Edynburski. Spędzają ze sobą noc. Emma jest dziewczyną z klasy średniej, jest ambitna oraz marzy o uczynieniu świata lepszym. Natomiast Dexter jest bogatym podrywaczem, który lubi aby wszystko było po jego myśli. Postanawiają spotykać się ze sobą każdego roku, w dniu 15 lipca, przez następne dwadzieścia lat. Podczas spotkań opowiadają sobie swoje sukcesy i porażki, marzenia i nadzieje.

## Obsada
- Anne Hathaway jako Emma Morley
- Jim Sturgess jako Dexter Mayhew
- Romola Garai jako Sylvie
- Rafe Spall(inne języki) jako Ian
- Ken Stott(inne języki) jako Steven, ojciec Dextera
- Patricia Clarkson jako Alison, matka Dextera
- Jodie Whittaker jako Tilly
- Jamie Sives(inne języki) jako pan Jamie Hazeel
- Georgia King(inne języki) jako Suki Meadows
- Matt Berry jako Aaron
- Matthew Beard jako Murray Cope